# Licencburjánzás
A licencburjánzás (angol eredeti license proliferation) fogalom azt a jelenséget takarja, amikor a szoftvereket vagy szoftvercsomagokat egynél több licenc alatt bocsátják ki. A licencburjánzás problémája elsősorban a szabad szoftvereket fejlesztő közösséget érinti, amikor egy fejlesztő kettő vagy több szoftver részeit akarja felhasználni, amelyeket különböző licenc alapján bocsátottak ki. Amennyiben a licencek ezt lehetővé teszik, akkor a licencek kompatibilisek. Amennyiben a licencek nem kompatibilisek, a licencburjánzás megakadályozza az új szoftver létrehozását.
A különféle licencek elterjedésével annak esélye, hogy a szabad szoftverek létrehozása során a fejlesztők beleütköznek a licencburjánzás okozta problémába, egyre nő. Emellett a licencburjánzás megdrágítja a szoftverek fejlesztését is, mivel a szoftver kiadó cégnek meg kell vizsgálnia minden egyes licenc kompatibilitását, amelyet az új szoftvercsomag létrehozásához felhasznált szoftverek alkalmaznak.
A licencburjánzás nem egy adott személy vagy vállalat problémája, senkinek nem áll érdekében, hogy ez a probléma fennálljon. Azonban az egyének vagy szervezetek, a már létező licencek vélt vagy valós problémái miatt, továbbra is írnak új licenceket saját termékeik védelmére.

## Kompatibilis licencek
A licencburjánzás problémája és a vele járó költségek elkerülése elkerülése érdekében a Free Software Foundation (FSF) alapítvány, amely a GNU General Public License (GPL) licencet kezeli, létrehozott egy listát a GPL-el kompatibilis licencekről. A szabad szoftver közösségben kedvelt még az Apache Software License, amelyet az Apache Foundation kezel és amely szintén létrehozott egy oldal, amely bemutatja, hogy az Apache License alatt létrehozott szoftver hogyan kompatibilis a GPLv3 licenc alatt létrehozott szoftverekke - lényegében az Apache licencet használó szoftvereket fel lehet használni a GPLv3 licencet használó szoftverben, nem fordítva ez nem igaz.

## Hiúsági licencek
A licencburjánzás problémáját súlyosbítják azok a személyek vagy cégek, amelyek csak azért hoznak létre egy új licencet, hogy elmondhassák: a terméküket saját licenc alatt adták ki. A hiúságlicencek (angolul vanity license) ismertetőjele, hogy lényegében semmilyen különbséget nem tudnak felmutatni a már létező szabad szoftverlicenceken túl. Aki csak azért ír egy új licencet, hogy saját - elvben szabad forráskódú - szoftverét azzal terjessze, azt igen sok esetben használhatatlanná teszi a szabad szoftver közösség számára.

## A Google és a licencburjánzás
A fenti problémák elkerülése érdekében a Google 2006 - 2010 között előírta, hogy a Google Code oldalon csak olyan projekteket fogad el, amelyeket az alábbi, kompatibilis licencek felhasználásával bocsátottak ki:
- Apache Software License 2.0
- Artistic License/GPL (a Perl közösség használja)
- GNU General Public License 3.0
- GNU General Public License 2.0
- GNU Lesser General Public License
- MIT License
- Az új BSD License
- Mozilla Public License 1.1
- Eclipse Public License

2008-ban a Google bejelentette, hogy minden fejlesztőnek az Apache License vagy a GPL harmadik verziójának (GPLv3) használatát ajánlják.
2010-ben azonban a Google felülvizsgálta korábbi álláspontját és bejelentette, hogy az OSI álláspontjának megfelelően elfogad minden olyan kódot, amelyik az OSI által elfogadott licencet használ.

## Az OSI álláspontja
Az Open Source Initiative (OSI) alapítvány tartja nyilván a nyílt forráskódú szoftverek licenceit és létrehoztak egy listát azokról a licencekről, amelyeket jóváhagyott az alapítvány: ezek az OSI Approved Licenses. Az OSI korábban jelentősen hozzájárult a licencburjánzás problémájához, mivel jóváhagyása elegendő ösztönzés volt a hiúságlicencek íróinak. Egyesek, (köztük Mark Shuttleworth) úgy érveltek, hogy a licencburjánzás problémájáért egyedül az OSI felelős, mivel megfelelő szabad licencek rendelkezésre állása (mint pl. GPL, Apache) után is elfogadtak új licenceket. Válaszul az OSI a License Proliferation Project keretén belül elkészítette a License Proliferation Report jelentés a licencburjánzás problémájáról.

## Az FSF álláspontja
Richard Stallman, a Free Software Foundation elnöke és Bradley M. Kuhn, az alapítvány korábbi igazgatója, már 2000-ben felhívták a fejlesztők figyelmét a licencburjánzás problémájára, amikor létrehozták az FSF licence listáját, és felhívták a fejlesztők figyelmét, hogy csak a GPL kompatibilis licenceket használjanak.

## Fordítás
- Ez a szócikk részben vagy egészben  a   License proliferation című angol Wikipédia-szócikk fordításán alapul.  Az eredeti cikk szerkesztőit annak laptörténete sorolja fel. Ez a jelzés csupán a megfogalmazás eredetét és a szerzői jogokat jelzi, nem szolgál a cikkben szereplő információk forrásmegjelöléseként.